# Chuan Leekpai
Chuan Leekpai (Thai: ชวน หลีก ภัย, Kinesiska: 吕基文, pinyin: Lǚ Jīwén; född 8 juli 1938 i Trang) var premiärminister i Thailand från den 20 september 1992 till den 19 maj 1995 och återigen från den 9 november 1997 till den 9 februari 2001.

## Citat
- "Jag har inte fått några rapporter ännu." (på Thai: "ผม ยัง ไม่ ได้ รับ รายงาน") Chuan Leekpais klassiska fras när han möter thailändska reportrar om några viktiga frågor eller brådskande frågor.